# Спасский Погост
Спасский Погост — село в Тарногском районе Вологодской области.
Входит в состав Спасского сельского поселения, с точки зрения административно-территориального деления — в Верхнеспасский сельсовет.
Расстояние по автодороге до районного центра Тарногского Городка — 39 км, до центра муниципального образования Никифоровской — 0,3 км. Ближайшие населённые пункты — Башевская, Никифоровская, Федневская, Харитоновская.
По переписи 2002 года население — 225 человек (114 мужчин, 111 женщин). Преобладающая национальность — русские (99 %).